# Ursula Hafner-Wipf
Ursula Hafner-Wipf (* 2. August 1949 in Altenburg, Baden-Württemberg; heimatberechtigt in Wittenbach) ist eine deutsch-schweizerische Politikerin (SP). 

## Biografie
Die gelernte Industriekauffrau arbeitete als Beraterin beim  Arbeitssekretariat des Kantons Schaffhausen. Von 1993 bis 2004 war sie Kantonsrätin, 2000 präsidierte sie den Rat. Vom 1. Januar 2005 bis zum 31. Dezember 2016 gehörte sie dem Regierungsrat an und leitete das Departement des Innern.
Hafner-Wipf ist seit 1977 verheiratet, hat eine Tochter und wohnt in Neuhausen am Rheinfall.
Ursula Hafner-Wipf ist nicht zu verwechseln mit der gleichnamigen Ursula Hafner (* 1943, ebenfalls SP), die 1987 bis 1999 dem Nationalrat angehörte.